# Anthony Francis Sharma
Anthony Francis Sharma S.J. (1937 - 2015) là một Giám mục người Nepal của Giáo hội Công giáo Rôma. Ông nguyên là Đại diện Tông Tòa Tiên khởi Hạt Đại diện Tông Tòa Nepal, là cơ cấu tôc chức giáo dân của Giáo hội Công giáo Rôma duy nhất tại quốc gia này. Trước khi Nepal thăng lên hàng Hạt Đại diện Tông Tòa, ông còn là người chăm sóc Công giáo tại quốc gia này từ năm 1984, lần lượt qua các chức Linh mục Tổng quản lý Công giáo Rôma tại Nepal, rồi Phủ doãn Tông Tòa Hạt Phủ doãn Tông Tòa Nepal trước khi làm Đại diện Tông Tòa.

## Tiểu sử
Giám mục Anthony Francis Sharma sinh ngày 12 tháng 12 năm 1937 tại Kathmandu, thuộc Nepal. Sau quá trình tu học dài hạn tại các cơ sở chủng viện theo quy định từ phía Giáo luật, ngày 4 tháng 5 năm 1968, Phó tế Sharma, 31 tuổi, tiến đến việc được truyền chức linh mục, do Giám mục Eric Benjamin, Giám mục chính tòa Giáo phận Darjeeling, thuộc Bhutan cử hành. Tân linh mục là thành viên của Dòng Tên [kí hiệu: S.J.].
Với kinh nghiệm 15 năm trong các hoạt động mục vụ tại Nepal, ngày 9 tháng 4 năm 1984, linh mục Sharma đã được chọn làm linh mục Tổng quản Giáo hội Công giáo Rôma tại Nepal. Mười hai năm sau đó, Nepla được thiết lập thành Hạt Phủ doãn Tông Tòa Nepal, linh mục Sharma được tái bổ nhiệm giữ trọng trách, với chức danh Phủ doãn Tông Tòa.
Sau hơn 20 năm từ địa phận truyền giáo, rồi thăng Hạt Phủ doãn Tông Tòa, ngày 10 tháng 2 năm 2007, tin tức từ Tòa Thánh loan báo tin vui cho giáo hội công giáo tại Nepal, rằng Giáo hoàng đã quyết định nâng cấp Hạt Phủ doãn Tông Tòa Nepal thành Hạt Đại diện Tông Tòa Nepal, đồng thời tuyển chọn linh mục Phủ doãn Anthony Francis Sharma, 70 tuổi, vào hàng ngũ các Giám mục, chức danh Đại diện Tông Tòa Tiên khởi Hạt Đại diện Tông Tòa Nepal và danh hiệu Giám mục Hiệu tòa Gigthi. Lễ tấn phong cho vị giám mục tân cử được tổ chức sau đó vào ngày 5 tháng 5, với phần nghi thức chính yếu của việc truyền chức cử hành cách trọng thể bởi 3 giáo sĩ cấp cao. Chủ phong cho vị tân chức là Tổng giám mục Pedro López Quintana, Sứ thần Tòa Thánh tại Nepal. Hai vị còn lại với vai trò phụ phong là Tổng giám mục Benedict John Osta, S.J., Tổng giám mục Tổng giáo phận Patna, Ấn Độ và Giám mục Thomas D’Souza, Giám mục chính tòa Giáo phận Bagdogra, thuộc Ấn Độ.
Ngày 25 tháng 4 năm 2014, sau 7 năm chính thức làm Giám mục và 30 năm trên cương vị người lãnh đạo chính của Giáo hội Công giáo tại Nepal, Giám mục Anthony Francis Sharma từ nhiệm và được Tòa Thánh chấp thuận với lí do tuổi tác theo Giáo luật.
Giám mục Anthony Francis Sharma qua đời sau đó vào ngày 8 tháng 12 năm 2015, thọ 78 tuổi, với 47 năm linh mục và 8 năm giám mục.